# Orfelia nemoralis
Orfelia nemoralis är en tvåvingeart som först beskrevs av Johann Wilhelm Meigen 1818.  Orfelia nemoralis ingår i släktet Orfelia och familjen platthornsmyggor. Arten är reproducerande i Sverige. Inga underarter finns listade i Catalogue of Life.

## Bildgalleri

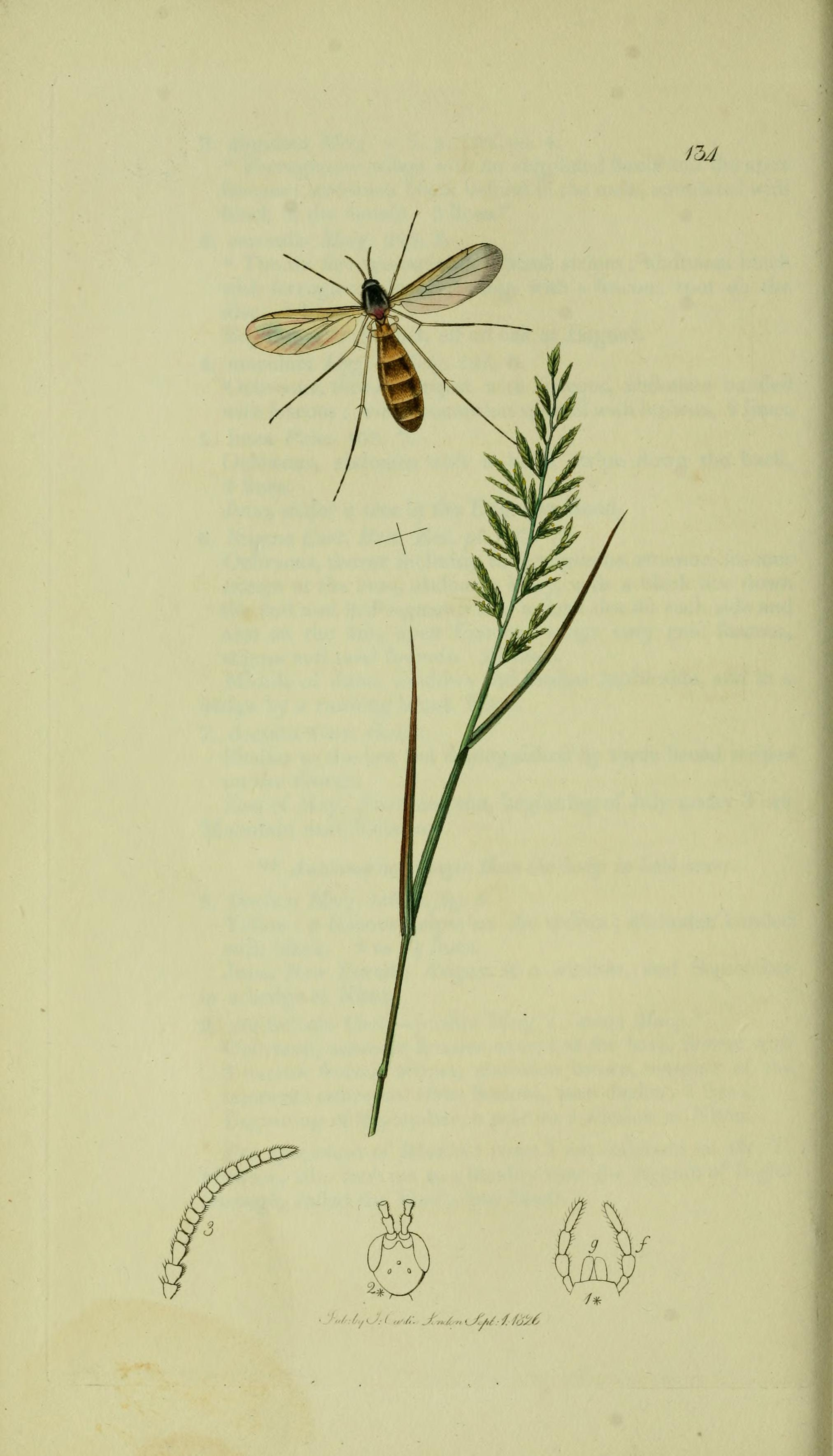